# Lecania mellina
Lecania mellina là một loài ruồi trong họ Asilidae. Lecania mellina được Wiedemann miêu tả năm 1828.